# Боришевський Мирослав Йосипович
Боришевський Мирослав Йосипович (28 липня 1934, Пуків, нині Рогатинський район, Івано-Франківська область — 26 квітня 2014, Київ) — український психолог, член-кореспондент НАПН України, доктор психологічних наук, професор, заслужений діяч науки і техніки України, завідувач лабораторії психології особистості імені П. Р. Чамати Інституту психології імені Г. С. Костюка НАПН України.

## Життєпис
Після закінчення у 1951 році Пуківської середньої школи один рік працював на посаді вчителя V–VII класів Підкамінської школи. 1952 р. поступив у Львівський університет ім. Івана Франка на відділення логіки та психології, який закінчив у 1957 р. До 1962 року працював учителем російської мови та літератури у Чагрівській середній школі та 1 рік викладачем психології у Самбірському педучилищі.
У 1962–1965 рр. — аспірантура в НДІ психології. У 1966 захистив кандидатську дисертацію «Психологічні умови виховання самоконтролю поведінки в учнів підліткового віку», а в 1992 — докторську «Розвиток саморегуляції поведінки школярів». 1965–1974 рр. — старший науковий співробітник.
У 1973 році М. Й. Боришевський очолив лабораторію психології виховання, яка згодом була перейменована на лабораторію психології особистості імені П. Р. Чамати.
Доктор психологічних наук — 1992 р., професор — 1993 р., член-кореспондент Академії педагогічних наук України −1999 р. Заслужений діяч науки і техніки — 2007 р.

## Наукова діяльність
Знаний фахівець в галузі психології самосвідомості, М. Й. Боришевський є засновником нового наукового напряму — психології самоактивності та суб'єктного становлення особистості як саморегульованої соціально-психологічної системи. Важливим його досягненням є обґрунтування сутності національної ідеї. Широке визнання серед психологічної спільноти здобули його праці, присвячені проблемі психологічних механізмів розвитку особистості.
М. Й. Боришевський є автором і співавтором понад 350 наукових та науково-популярних праць, основні з них:
- «Виховання самоконтролю в поведінці учнів початкових класів» (1980),
- «Самосвідомість підлітка» (нім. мовою, 1981),
- «Сім'я ростить громадянина» (1982),
- «Розвиток саморегуляції поведінки школярів» (1992),
- «Психологія самоактивності учнів у виховному процесі» (1999),
- «Національна самосвідомість у громадянському становленні особистості» (2000),
- «Саморегуляція оцінної діяльності вчителя як вид психічної активності» (2001),
- «Психологічні закономірності розвитку громадянської свідомості та самосвідомості особистості» (2001),
- «Психологічні закономірності розвитку громадянської спрямованості особистості» (2006),
- «Дорога до себе: від основ суб'єктності до вершин духовності» (2010),
- «Особистість у вимірах самосвідомості» (2012).

Він володів німецькою, англійською, польською, чеською та латинською мовами.
Плідною була й педагогічна робота М. Й. Боришевського. Він підготував понад 50 фахівців вищої кваліфікації з проблем самосвідомості, саморегуляції, громадянського розвитку особистості, її духовного становлення, з них 5 докторів психологічних наук, інші — кандидати наук. 